# My Mother the Carjacker
My Mother the Carjacker (Minha Mãe é uma Fugitiva) é o segundo episódio da décima quinta temporada de The Simpsons. Sua primeira exibição foi em 9 de novembro de 2003. Nele, Homer recebe uma mensagem codificada no jornal informando-o de chegar a um determinado lugar.. Foi escrito por Michael Price e dirigido por Nancy Kruse. Glenn Close faz seu segundo de seis lugares como mãe de Homer. Ele tem um link direto do episódio da sétima temporada, "Mother Simpson". Foi nomeado para o Writers Guild of America Award em 2004. Em sua edição original, o episódio recebeu 12,4 milhões de telespectadores .

## Enredo
No segmento "Oops Patrol" do Channel Six de Kent Brockman, ele exibe uma manchete bem-humorada ("Prefeito revela ereção para aplaudir a multidão"), notada e enviada por Marge, pela qual recebeu uma camiseta grátis. Quando o Dr. Hibbert oferece a Marge tratamentos especiais de saúde, como um coração novo, porque ele gosta da blusa dela, Homer, invejoso, tenta encontrar seu próprio título engraçado para que ele também possa ganhar uma camiseta. Homer passa a noite seguinte com jornais colados na parede do quarto, esgotando-se em sua busca. Ele encontra um artigo intitulado "A maior pizza do mundo". As primeiras letras de cada linha soletram um convite para Homer encontrar alguém no viaduto da Quarta Rua à meia-noite para que ambos possam ir. Quando eles alcançam o viaduto, a pessoa misteriosa se revela Mona Simpson, a mãe de Homer.
No Overpass Diner, Mona explica que o governo ainda a está caçando por causa do crime de 1960 de sabotar o laboratório de guerra de germes de Burns. Sua nostalgia despertada por um estojo de macarrão que Homer fez para ela quando tinha cinco anos, seus laços liberais no Springfield Shopper publicaram a história da pizza gigante para atrair Homer. Chefe Wiggum, Lou e Eddie chegam ao restaurante, e Lou reconhece Mona. A garçonete deixa Homer, Mona e Bart escaparem pelas costas depois que aumentam a gorjeta. Depois que eles partem, Homer entra na delegacia, onde Mona é presa. O Sr. Burns insiste que ela seja levada a julgamento. Homer é posto de pé e, depois de uma longa pausa sem noção, faz um pedido sincero de que não afastem sua mãe dele novamente. O júri, profundamente comovido, absolve Mona. O Sr. Burns está furioso com o resultado.
Mona alcança a infância perdida de Homer; dando um banho em Homer, assistindo Homer na escola brincar, tricotando para Homer, ensinando Homer a andar de bicicleta e vendo uma reconstituição do nascimento de Bart. Para tornar Mona mais bem-vinda, Homer rouba um quarto inteiro da casa de Ned Flanders para que ela possa ter seu próprio quarto privado. O Sr. Burns renomeia seu Laboratório de Guerra de Germes como "Museu da Paz da Vovó Simpson e Aprendizagem Kidativa" para uma multidão de espectadores aplaudindo. Burns pede a Mona que seja a primeira a assinar o livro de visitas do museu. Enquanto ela assina, estimulada por Burns, diz que assinou sob nomes falsos em parques nacionais, o que é uma ofensa federal. Agentes federais pulam e a prendem. Lisa diz a Homer que ela não concorda com o que o governo fez com Mona, e involuntariamente dá a Homer a ideia de libertar Mona da prisão.
No dia seguinte, Homer e Bart enganam o ônibus que está transferindo as condenadas para a prisão, mudando uma placa no alto para exibir um aviso de uma tempestade de neve pela frente. Quando os motoristas saem para colocar correntes nos pneus, Homer rouba o ônibus e liberta os condenados. Carros de polícia perseguem. Mona não quer que Homer seja preso e deixe seus filhos como ela fez, então ela o choca eletricamente e o empurra para fora do ônibus em uma cama abandonada. Com a polícia em perseguição, Homer vê o ônibus voar de um penhasco até um lago, explodir e ficar coberto por um deslizamento de rocha.
Os Simpsons realizam um funeral para Mona e prestam seus respeitos, mas o caixão (cheio de lixo da semana passada) desliza repentinamente para dentro de uma floresta. Mais tarde, Homer examina as manchetes dos jornais e encontra um artigo no qual a primeira letra de cada linha indica "IMOK" na frente e no verso da página. Tomando isso como outra mensagem de sua mãe ("estou bem"), ele vai dormir. No entanto, ele ignora um artigo sobre um taco gigante, no qual Mona codificou uma longa mensagem que explica que ela escapou do ônibus antes que ele caísse e pegasse uma carona para fora da cidade .